# Мнангагва, Оксилия
Оксилия Мнангагва (англ. Auxillia Mnangagwa, урождённая Оксилия Кутьяурипо (англ. Auxillia Kutyauripo); род. 25 марта 1963, Мазоэ, Центральный Машоналенд) — зимбабвийский политик. Супруга президента Зимбабве Эммерсона Мнангагвы. Первая леди Зимбабве с 24 ноября 2017 года.

## Биография
Оксилия Кутьяурипо родилась 25 марта 1963 года в округе Мазоэ, Центральный Машоналенд. Была вторым ребёнком в семье из пяти человек. Выросла на ферме в Чивеше, где посещала начальную и среднюю школу. Её родители развелись, когда она училась в третьем классе.
После окончания секретарских курсов в Silveira House, Чишаваша, в 1981 году Оксилия работала в Министерстве трудовых ресурсов и развития под руководством Эдгара Текере. В 1982 году она пришла в политику, в конце концов была повышена до работы в политбюро. С 1992 года работала в канцелярии премьер-министра, а в 1997 году присоединилась к Центральной разведывательной организации (ЦРО). В некоторых источниках утверждается, что с 1992 года, действуя в качестве высокопоставленного сотрудника службы безопасности в отеле «Шератон», Оксилия предоставляла Роберту Мугабе информацию об Эммерсоне Мнангагве, который в то время был фактическим главой ЦРО. Однако она отрицает эти утверждения.
В 1997 году Оксилия Мнангагва стала проходить обучение на факультете окружающей среды и туризма в Университете Зимбабве. Спустя два года она уехала в Швейцарию, получив высшее образование в области гостиничного и туристического управления в 2001 году. По возвращении в Зимбабве присоединилась к финансовому отделу Зимбабвийского африканского национального союза — Патриотический фронт (ZANU-PF) в Квекве. После неудачной попытки баллотироваться от ZANU-PF в её родном округе Мазоэ, в 2009 году присоединилась к Центральному комитету партии году. От имени ZANU-PF Оксилия создала ряд банков для женщин в Силобеле, Жомбе, Квекве и Чируманзу-Зибагве в провинции Мидлендс.
После назначения её мужа Эммерсона Мнангагвы вице-президентом баллотировалась в парламент от Чируманзу-Зибагве. Выиграла дополнительные парламентские выборы в 2015 году.

## Личная жизнь
Считается, что Оксилия Мнангагва вышла замуж за Эммерсона Мнангагву после смерти его предыдущей жены Джейн, сестры Джозайи Тонгогары, после чего она стала его третьей женой. У пары трое детей: Эммерсон-младший, Шон и Коллинз.